# Podještědská lípa
Podještědská lípa je památný strom rostoucí v Liberci, krajském městě na severu České republiky.

## Poloha a historie
Strom roste v západních partiích Liberce, na pomezí mezi městskými částmi Dolní a Horní Hanychov, při zdejší Erbenově ulici. Jihozápadně od stromu se nachází kostel svatého Bonifáce, východním směrem tramvajová smyčka Dolní Hanychov. Západně do památného stromu se vypíná vrch Ještěd (1012 m n. m.). O prohlášení stromu za památný rozhodl magistrát města Liberce, který 18. listopadu 2009 vydal příslušný dokument, jenž nabyl právní moci dne 13. prosince 2009.

## Popis
Památný strom je lípa srdčitá (Tilia cordata) dosahující výšky 23 metrů. Obvod jeho kmene činí 400 centimetrů. V jeho nejbližším okolí je vyhlášeno ochranné pásmo, které má tvar kruhové výseče s patnáctimetrovým poloměrem. Ramena výseče jsou hranicemi pozemků parcelních číslo 1820/1 a 648 v katastrálním území Liberec.